# NGC 5265
NGC 5265 é uma galáxia espiral barrada (SBcd) localizada na direcção da constelação de Canes Venatici. Possui uma declinação de +36° 51' 41" e uma ascensão recta de 13 horas, 40 minutos e 09,0 segundos.
A galáxia NGC 5265 foi descoberta em 1 de Maio de 1785 por William Herschel.